# Mountain City (Teksas)
Mountain City – miasto w Stanach Zjednoczonych, w stanie Teksas, w hrabstwie Hays.